# Wyeomyia phroso
Wyeomyia phroso is een muggensoort uit de familie van de steekmuggen (Culicidae). De wetenschappelijke naam van de soort is voor het eerst geldig gepubliceerd in 1915 door Howard, Dyar & Knab.